# Papa Leone VII
Leone VII (Roma, ... – Roma, 13 luglio 939) è stato il 126º papa della Chiesa cattolica dal 3 gennaio 936 alla sua morte. Fu il primo dei papi "cortigiani" di Alberico II.

## Biografia

### Origini ed elezione
Romano, Leone era probabilmente un monaco benedettino. Cardinale presbitero di San Sisto, è possibile che avesse accettato controvoglia l'elezione a sommo pontefice. Costretto però dall'onnipotente Alberico II, dittatore di Roma, ad accettare la nomina, Leone fu eletto nel dicembre 935 o, se si posticipa la morte di Giovanni XI al gennaio del 936, fu eletto e consacrato il 3 gennaio.

### Il pontificato

#### Il patrocinio dell'Abbazia di Cluny
La sua presenza, come sovrano de jure del Patrimonio di San Pietro, fu offuscata da quella di Alberico, che patrocinò la diffusione del monachesimo cluniacense già avviata dal fratellastro Giovanni XI: promosse con l'aiuto di Oddone, il grande abate di Cluny, una riforma della decadente disciplina monastica benedettina, alla quale accompagnò un'opera di ricostruzione che coinvolse l'abbazia di San Paolo e diversi conventi del Lazio, tra cui quello di Subiaco. In realtà il fine di Alberico era soprattutto politico, perché la sistemazione di comunità monastiche nei dintorni di Roma tendeva ad allontanare dai possedimenti conventuali della Campagna romana, in cui avevano spesso preso dimora, tutti quei baroni e loro vassalli che potevano costituire una minaccia per il suo potere. Papa Leone, dal canto suo, perseguendo finalità molto più religiose, favorì quest'opera di riforma, mantenendo con il princeps, da lui definito "dilectus spiritualis filius Albericus, gloriosus princeps et senator", rapporti di cordiale sudditanza.

#### Altre testimonianze
Leone esercitò la sua potestà spirituale anche in altre questioni: minacciò Ugo il Grande di non far entrare donne nel monastero di San Martino di Tours, di cui Ugo era l'abate; inviò il pallio a Gerardo, arcivescovo di Lorch in Germania; inviò delle lettere ai vescovi di Francia e Germania riguardo al trattamento penitenziale verso gli indovini e i cartomanti, oltre a condannare il matrimonio dei preti.

#### Incontro con Flodoardo
Flodoardo (894-966), canonico di Reims e storico della Chiesa di quel secolo, si recò a Roma sotto il pontificato di Leone VII il quale, in segno di benevolenza, lo invitò a pranzo nel Palazzo del Laterano. Il prelato francese lasciò del pontefice un ritratto ammirevole:
(Flodoardo, Lib. XII, cap.7, p. 832)

### Morte e sepoltura
Leone VII morì il 13 luglio 939, dopo tre anni e mezzo di pontificato. È sepolto in San Pietro.